# زبان ویگلی
زبان وایگالی یا وایگَلی یا ویگلی (Waigali یا Kalasha-ala) زبانی در افغانستان است که در جنوب شرق نورستان و دره پیچ، مردمانی به آن سخن می‌گویند. ویگلی زبان حدود ۱۰٬۰۰۰ نفر از مردم کالاشا است که در دره ویگل واقع در ولایت نورستان افغانستان زندگی می‌کنند. نام بومی این زبان کالاشا-الا (زبان کالاشا) می‌باشد. در حقیقت ویگلی اشاره دارد به گویش مردم وی که در قسمت شمالی دره ویگل سکونت دارند و در شهر ویگل متمرکز شده‌اند.